# ジェットスター香港
ジェットスター香港（ジェットスターホンコン、Jetstar Hong Kong）は、2013年年末頃に香港国際空港を拠点に就航開始予定の香港にある格安航空会社である。2015年までには18機の航空機を導入予定であった。

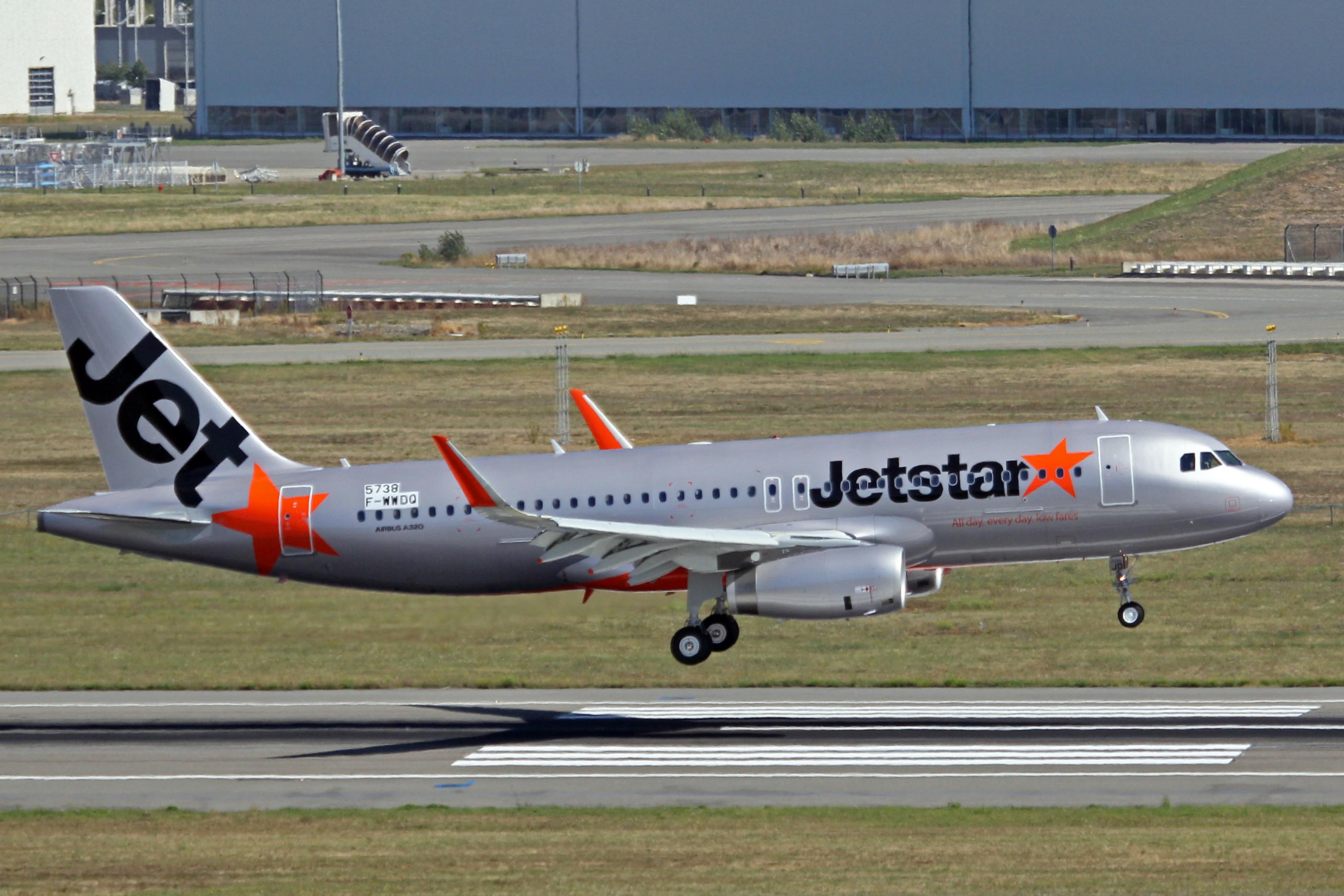
エアバスA320

## 概要
オアシス香港航空が2008年に倒産した後、香港における最初の格安航空会社であり、中国東方航空とカンタス航空の戦略的提携により2012年3月に設立された。2社はそれぞれ1億9,800万ドルを出資し、50%ずつ株式を所有していた。マカオの信徳集団が6600万USドルを出資することが明らかとなった。しかし香港政府が資本構成を理由に営業認可を認めない状態が続いており、就航の目処は立っていない。
2014年7月、就航の見通しが未だに立っていないことから機材を売却する方針であることが明らかになった。
2014年8月、信徳集団が、議決権のある出資比率を51%に引き上げた
。
2015年6月、香港特別行政区政府がジェットスター香港への免許発給の拒否を決定した。同年8月、親会社の一つであるカンタス航空が、同社への追加投資を取りやめることを表明した。

## 就航路線
就航当初は、香港から中国・日本・韓国・東南アジアなどの短距離国際線に就航開始する予定。
その内、日本の就航地の一つとして、沖縄/那覇線を検討している事を明らかにした。

## 保有機材

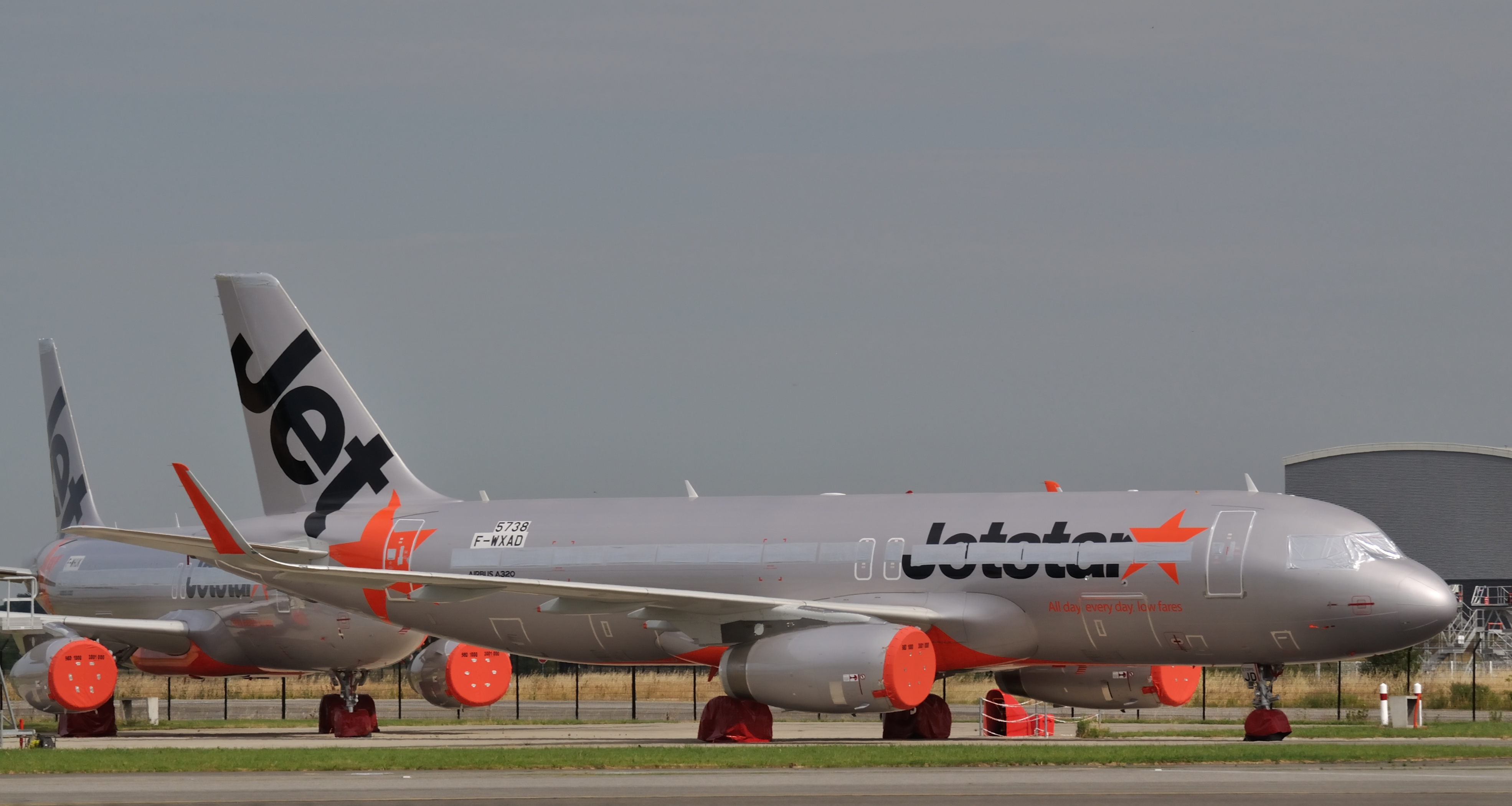
保管中の機体

- エアバスA320型機 : 3機（運航開始時）[2]

既に7機のリース契約をしていたが、機体はエアバス社工場のあるトゥールーズ・ブラニャック空港で保管されたままであった。そのうち6機は既に売却している。